# Àustria
|  | Per a altres significats, vegeu «Austria». |

Àustria (en alemany, Österreich), oficialment la República d'Àustria (en alemany Republik Österreich), és un estat sense litoral a l'Europa central. Limita amb Alemanya i Txèquia al nord, amb Eslovàquia i Hongria a l'est, amb Eslovènia i Itàlia al sud, i amb Suïssa i Liechtenstein a l'oest. La capital n'és Viena.
Els orígens de l'Àustria germanòfona es remunten al segle ix, quan els territoris de l'Alta i Baixa Àustria foren cada cop més poblats. El nom alemany Ostarrichi és documentat per primer cop en un document oficial del 996 i té les seves arrels al primer mil·lenni aC. De llavors ençà la paraula ha evolucionat fins a Österreich.
Àustria és una democràcia representativa parlamentària que comprèn nou estats federals i és un dels sis països europeus que han declarat neutralitat permanent. Àustria és membre de les Nacions Unides des del 1955 i va ingressar a la Unió Europea el 1995.

## Toponímia

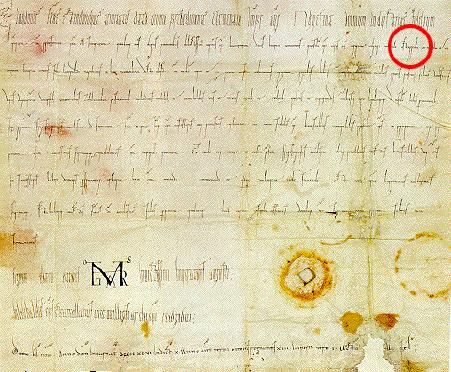
Primer escrit amb el mot Ostarrichi (encerclat en roig). A l'Àustria moderna s'honora aquest document, datat l'any 996, com a document fundacional de la nació

El nom alemany Österreich deriva de l'alemany antic Ostarrîchi, el qual apareix escrit per primera vegada en el document Ostarrichi de 996. Aquesta paraula és probablement una traducció del llatí medieval orientalis Marchia en un dialecte local (Baviera). El nom significa 'frontera oriental'. Àustria va ser una prefectura de Baviera creada l'any 976. La paraula Àustria és una llatinització del nom alemany i va ser registrada per primera vegada al segle xii.
Friedrich Heer, un dels historiadors més importants d'Àustria al segle xx, va afirmar en el seu llibre Der Kampf um die österreichische Identität ('La lluita sobre la identitat d'Àustria'),
que la forma germànica Ostarrichi no era una traducció de la paraula llatina, sinó que ambdós mots són el resultat de la derivació d'un terme molt més antic originari de les llengües cèltiques de l'antiga Àustria: fa més de 2.500 anys, la major part del país actual era anomenat Norig per la població celta (cultura de Hallstatt); d'acord amb Heer, "no-" o "nor-" signifiquen 'est' o 'oest', mentre que "-rig" està relacionat amb el modern Reich alemany, que significa 'regne'. En conseqüència, Norig essencialment significaria Ostarrichi i Österreich, per tant Àustria. El nom celta va ser llatinitzat eventualment com a Noricum després que els romans van conquistar la zona que envolta la major part de l'actual Àustria, aproximadament l'any 15 aC. Noricum més tard es va convertir en província romana a mitjans del segle primer. Regio australis i la forma llatina Austria són neologismes de l'edat mitjana.
La designació oficial és la República d'Àustria (Republik Österreich). Després de la caiguda de l'Imperi Austrohongarès del 1918 s'anomenà Estat alemany d'Àustria però després del tractat de Saint-Germain-en-Laye va haver de canviar el nom a Republik Österreich, 'República d'Àustria'. El nom Republik Deutsch-Österreich es pot trobar en segells i diners de principis dels anys 20.
El nom es va tornar a canviar durant el règim feixista (des del 1934 fins al 1938) a Estat Federal d'Àustria (Bundesstaat Österreich), però va tornar a ser el mateix amb la independència i la Segona República Austríaca (1955 – actualitat). Però, Àustria també té altres idiomes, com per exemple el serbocroat, l'eslovè o l'hongarès.
En català actual se'n diu Àustria, però en català medieval apareix escrit Ostalrich (amb variants), com el poble de la comarca de la Selva.

## Geografia física

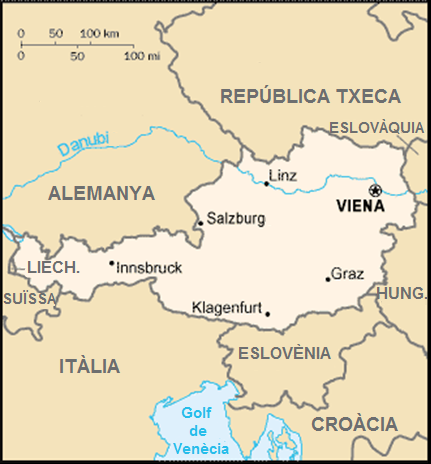
Mapa d'Àustria

Àustria és un país petit, predominantment muntanyós, localitzat a l'Europa central, aproximadament entre Alemanya, Itàlia i Hongria, amb una superfície del doble de Suïssa. No té cap costa marítima; limita amb Suïssa i Liechtenstein a l'oest, Alemanya, Txèquia i Eslovàquia al nord, Hongria a l'est, i Eslovènia i Itàlia al sud. La regió més occidental del país és una franja estreta entre Alemanya i Itàlia, entre trenta-dos i seixanta quilòmetres de longitud. La resta d'Àustria, a l'orient, té una longitud, de nord a sud, de 280 km.
Àustria és un país alpí: la major part del territori d'Àustria es troba dins de la secció oriental dels Alps que arriben a altures de més de 3.000 metres. Les serralades d'Àustria s'estenen d'est a oest i són separades una de l'altra per valls amples. Les serralades del nord inclouen els Alps de Tirol del Nord i els Alps de Salzburg. Al centre, les serralades inclouen el Hohe Tauern, que conté el Grossglockner, el pic més alt del país, amb 3.797 m. Les serralades del sud inclouen els Alps de l'Ötztal, els Alps de Zillertaler, els Alps Càrnics, i les muntanyes de Karawanken. A més d'aquestes serralades, n'hi ha d'altres que s'estenen en direcció nord-sud del país.
La població es concentra en les valls dels rius, entre els quals destaca el Danubi, que entra a Àustria per Passau, a la frontera amb Alemanya; passant per Linz i Viena, fins a Bratislava, a la frontera amb Eslovàquia. Per la frontera amb Alemanya arriba l'Inn, que passa per Innsbruck, i té com a afluent principal el Salzach, que passa per Salzburg. El llac Constança és el més gran del país i forma la frontera occidental amb Alemanya i Suïssa.

## Geografia humana i societat
La població estimada d'Àustria el 2008 era de 8.205.533 habitants. La capital, Viena, té una població superior als 1,6 milions d'habitants, un quart de la població total del país. Llevat de la capital, cap altra ciutat supera el milió d'habitants; de fet, la segona ciutat més gran, Graz, només té una població de 244 mil habitants. Graz és la capital de Steiermark i una comunitat industrial, comercial i educativa important del país. Linz és la tercera ciutat més gran, amb 188 mil habitants, un port fluvial important del Danubi i capital de l'estat d'Oberösterreich.
L'alemany, llengua oficial en tota la federació, és parlat pel 88,6% de la població austríaca. S'estima que l'1,6% parla eslovè, població localitzada principalment a Caríntia—on és llengua oficial— i a Estíria. El 2,2% parla croat, oficial a Burgenland. El 2,3% parla turc. El 5,3% parla una altra llengua, entre les quals, l'hongarès, oficial a Burgenland. S'estima que hi ha entre 13.000 i 40.000 eslovens a l'estat de Caríntia, així com 30.000 croats. Tots dos grups, a més dels hongaresos, són reconeguts com a minoria i gaudeixen de drets especials després del tractat de l'Estat d'Àustria de 1955.
El terreny muntanyós d'Àustria va propiciar el desenvolupament de diversos dialectes de l'alemany, la majoria dels quals pertanyen als grups austriacobavaresos, llevat del dialecte parlat a la regió més occidental de Bundesland, Vorarlberg, que pertany al grup de dialectes alamànics. Hi ha un estàndard especial per a l'alemany austríac amb poques diferències, tanmateix, de l'alemany d'Alemanya.
El catolicisme, amb un 73,6% d'adherents, segons el cens de 2001, és la religió predominant d'Àustria, tot i que el nombre de catòlics practicants, que assisteixen a missa els diumenges, és de l'11,5% de la població total. El protestantisme, principalment el luteranisme, té el 4,7% d'adherents. El 4,2% practica l'islam.

### Religió
Entre les religions a Àustria, el cristianisme catòlic n'és la predominant. Segons el cens del 2001, el 73,6% de la població s'adherí a aquesta denominació. El nombre de luterans era el 2006 del 4,7% (la majoria residents a la província de Caríntia). Els cristians ortodoxos són el 2% (la majoria immigrants de l'Europa de l'Est). I el nombre de musulmans és del 4,2%.
 Dades del cens 2001
| Confessió       | Àustria   | Burgenland | Caríntia | Baixa Àustria | Alta Àustria | Salzburg | Estíria   | Tirol   | Vorarlberg | Viena     | Percentatge |
| Total           | 8.032.926 | 277.569    | 559.404  | 1.545.804     | 1.376.797    | 515.327  | 1.183.303 | 673.504 | 351.095    | 1.550.123 | 100%        |
| Catòlics romans | 5.915.421 | 220.512    | 432.011  | 1.226.411     | 1.093.624    | 383.486  | 961.630   | 561.680 | 273.978    | 762.089   | 73,64       |
| Luterans        | 376.150   | 36.812     | 57.729   | 50.838        | 60.990       | 22.441   | 51.005    | 16.026  | 7.817      | 72.5492   | 4,68        |
| Catòlics antics | 14.621    | 163        | 1.107    | 2.146         | 1.244        | 866      | 1.183     | 422     | 356        | 7.134     | 0,18        |
| Jueus           | 8.140     | 33         | 56       | 399           | 216          | 125      | 161       | 99      | 63         | 6.988     | 0,10        |
| Musulmans       | 338.988   | 3.993      | 10.940   | 48.730        | 55.581       | 23.137   | 19.007    | 27.117  | 29.334     | 121.149   | 4,22        |
| Altres          | 255.681   | 3.380      | 9.439    | 29.400        | 30.835       | 20.078   | 16.383    | 16.055  | 13.141     | 116.970   | 3,18        |
| Sense confessió | 963.263   | 11.102     | 43.916   | 166.832       | 120.906      | 49.238   | 117.589   | 35.139  | 20.945     | 397.596   | 11,99       |
| Sense indicació | 160.662   | 1.574      | 4.206    | 21.048        | 13.401       | 15.956   | 16.345    | 16.966  | 5.461      | 65.705    | 2,00        |

### Divisió administrativa
Àustria es divideix en nou estats federals (en alemany, bundesländer), cadascun amb el seu propi parlament.
| # | Estat (Bundesland) | Estat (Bundesland) | Capital      | Capital      | Els estats d'Àustria |
| # | Català             | Alemany            | Català       | Alemany      | Els estats d'Àustria |
| 1 | Burgenland         | Burgenland         | Eisenstadt   | Eisenstadt   | Els estats d'Àustria |
| 2 | Caríntia           | Kärnten            | Klagenfurt   | Klagenfurt   | Els estats d'Àustria |
| 3 | Baixa Àustria      | Niederösterreich   | Sankt Pölten | Sankt Pölten | Els estats d'Àustria |
| 4 | Alta Àustria       | Oberösterreich     | Linz         | Linz         | Els estats d'Àustria |
| 5 | Salzburg           | Salzburg           | Salzburg     | Salzburg     | Els estats d'Àustria |
| 6 | Estíria            | Steiermark         | Graz         | Graz         | Els estats d'Àustria |
| 7 | Tirol              | Tirol              | Innsbruck    | Innsbruck    | Els estats d'Àustria |
| 8 | Vorarlberg         | Vorarlberg         | Bregenz      | Bregenz      | Els estats d'Àustria |
| 9 | Viena              | Wien               | Viena        | Wien         | Els estats d'Àustria |

## Política i govern
El cap d'estat és el president federal, electe per vot popular directe per un període de sis anys. El cap de govern és el canceller federal, que encapçala el Consell de Ministres, tots ells responsables davant el Parlament d'Àustria. El poder legislatiu l'exerceix el parlament i està dividit en dues cambres: 
- La cambra alta (consell federal o Bundesrat) integrada per 62 membres. Els seus membres són escollits pels consells dels estats per un període equivalent al dels mandats regionals, per la qual cosa el pes intern dels partits representats es modifica a intervals irregulars segons les eleccions que se celebrin a les entitats federatives.
- La cambra baixa (consell nacional o Nationalrat) amb 183 membres escollits cada quatre anys. És el veritable òrgan de decisió legislativa.

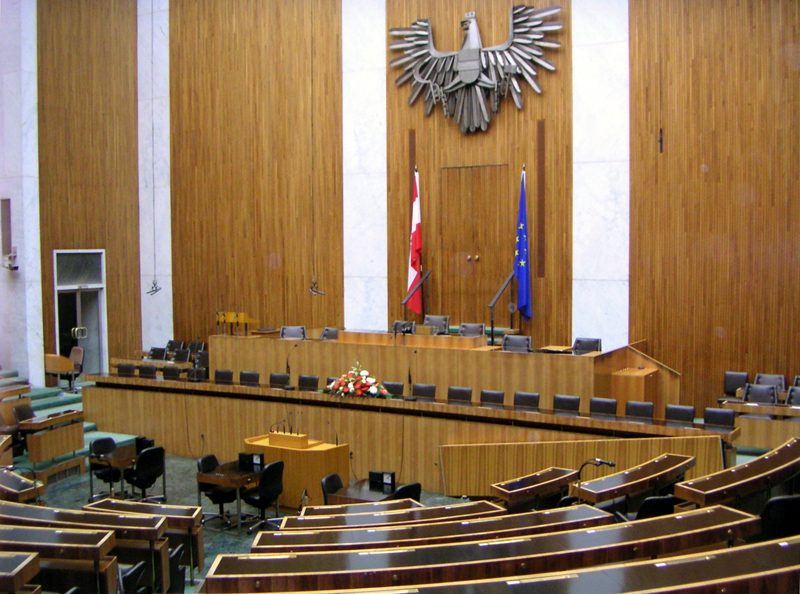
Cambra baixa (Nationalrat)

El Parlament d'Àustria es localitza a Viena, la ciutat més gran i capital del país. Àustria es va convertir en una república federal, democràtica i parlamentària amb la promulgació de la constitució de 1920. Va ser restablerta el 1945 i en vigor als nou estats de la república. El cap d'estat és el president federal, electe directament per vot popular. El cap de govern és el canceller federal, designat pel president. El govern pot ser destituït per decret presidencial o per una moció de censura a la cambra baixa del parlament, el Consell Nacional d'Àustria o Nationalrat. El sufragi era obligatori, però aquesta política ha estat eliminada gradualment entre 1982 i 2004.
El Parlament d'Àustria està integrat per dues cambres. Els 183 membres del Nationalrat s'elegeixen cada cinc anys en eleccions generals en què tots els ciutadans majors de 16 anys (des de 2007) poden votar. (L'extensió de quatre a cinc anys entre les eleccions serà efectiva a partir de les següents eleccions.) Tot i que hi ha un llindar del 4% perquè els partits siguin representants al Nationalrat, hi ha la possibilitat de guanyar un escó directe, en un dels 43 districtes electorals regionals. El Nationalrat és la cambra dominant en l'elaboració de lleis. Tanmateix, la cambra alta del parlament, el Consell Federal d'Àustria o Bundesrat, té un poder limitat per vetar la legislació aprovada per la cambra baixa, però, en la majoria dels casos, ha d'aprovar-la si es presenta per segona ocasió, en allò que es coneix com a Beharrungsbeschluss o 'vot de persistència'.

### Política exterior
El tractat de l'Estat Austríac de 1955 va donar fi a l'ocupació d'Àustria durant la Segona Guerra Mundial i la va reconèixer com a estat independent i sobirà. L'octubre de 1955, l'Assemblea Federal va aprovar un article constitucional que declarava que Àustria "per la seva lliure voluntat pròpia declara la seva neutralitat perpètua". La segona secció de la llei estableix que "en temps futurs, Àustria no s'unirà a cap aliança militar i no permetrà l'establiment de cap base militar dins el seu territori". Des d'aleshores, Àustria ha conformat la seva política exterior basant-se en aquesta neutralitat. Tot i així, Àustria va començar a revaluar la seva definició de neutralitat després de la caiguda de la Unió Soviètica, en permetre el pas de vols per a les sancions de les Nacions Unides contra Iraq el 1991, i des de 1995, ha considerat la seva participació en l'estructura de seguretat de la Unió Europea, a la qual pertany. També, des de 1995, es va unir a la Societat per a la Pau i després va participar en les missions de pau a Bòsnia.

### Política de defensa
La retirada de les autoritats d'ocupació el 1955, i la declaració de neutralitat austríaca n'ha determinat la seva política de defensa.
Segons la Llei de Defensa de 2001 (Wehrgesetz) les principals tasques de les Forces Armades són:
- La defensa nacional
- La protecció de la població i d'infraestructures
- Assistència en catàstrofes naturals o accidents
- Assistència a l'estranger

La primera és la missió més típica d'unes forces de defensa; la segona, segons la llei esmentada, es tracta de contribuir en tasques de seguretat ciutadana, a requeriment del Ministeri de l'Interior, posant èmfasi en assegurar els drets democràtics de la ciutadania; la tercera va lligada amb l'anterior i s'activaria en casos d'inundacions, grans incendis forestals, grans nevades, allaus o accidents catastòfrics, pels quals les autoritats civils requereixin assistència; la darrera són les operacions internacionals, que a Àustria s'entenen com a cooperació a l'estranger.
Per tal de dur a terme aquestes tasques, consta de 47.000 efectius, dels quals 14.000 són tropes (soldats a temps complet, en els quals s'hi inclouen els reclutes que fan el servei obligatori), 25.000 soldats de milícia (reservistes a temps parcial) i 8.000 funcionaris civils.

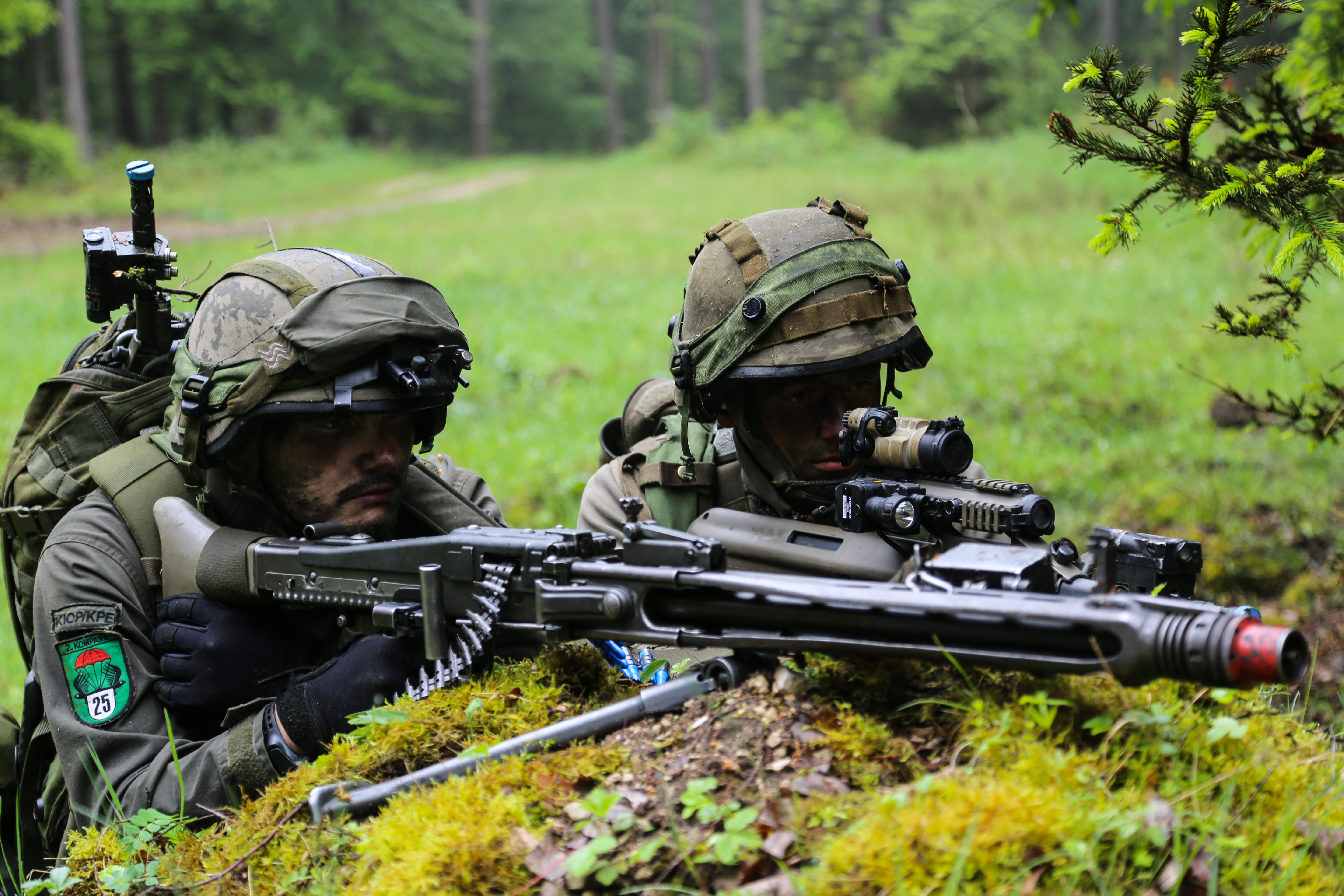
Paracaigudistes austríacs

Tots els homes d'entre 17 i 51 anys estan subjectes al servei militar obligatori. Tots els homes, abans dels 35 anys han de dur a terme un servei militar bàsic de 6 mesos de durada. El servei és voluntari per a les dones, tot i que des del Ministeri de Defensa i Esports es duu una política que encoratja activament a les dones a allistar-se.
Arran del resultat del referèndum celebrat el 2013, amb un 59,7% dels vots a favor de mantenir el servei militar obligatori, es va reformar el servei militar bàsic, de manera que s'adaptés millor a les preferències i a les expectatives dels reclutes i a les necessitats de les Forces de Defensa. Així, es va establir un sistema modular en el qual, després de la instrucció bàsica, els reclutes poden triar entre 4 “mòduls”: protecció i assistència, enfocat a les operacions domèstiques d'assistència a les autoritats civils pel que fa a seguretat ciutadana, protecció d'infraestructures i institucions, i catàstrofes naturals; ciber-seguretat, a la branca de defensa cibernètica; pràctiques professionals militars, en el qual els reclutes que han estudiat formació professional, duen a terme les pràctiques en les branques de manteniment, serveis o logística de les forces de defensa; i finalment un mòdul d'especialització militar, el qual serveix de porta d'entrada a les forces professionals, que són les que duen a terme operacions internacionals, més compromeses. Per dur-ho a terme es fa una “revisió dels talents” personalitzada dels reclutes per orientar-lo a tasques en les quals es puguin sentir més realitzats, essent alhora més productius per a les forces armades.
E dia 1 d'octubre de 2016 entra en vigor una reestructuració de la component terrestre restant l'estructura com segueix:
Sota un estat major conjunt (amb les forces especials Jagdkommando dimensió batalló adscrites) hi ha el comandament de la força terrestre, el comandament de la força aèria, el comandament logístic i el comandament de suport i ciber-defensa.
La component terrestre s'estructura en 4 brigades de tropes professionals i 9 comandaments territorials (professionals i milícia):
- Brigada pesant: infanteria mecanitzada i armes combinades
- Brigada lleugera: infanteria mecanitzada i aerotransportada
- Comandament de reacció ràpida: s'especialitza en combat urbà (hi són inclosos la policia militar i un batalló de defensa NBQ)
- Comandament de muntanya: els famosos Gebirgsjäger, tropes alpines
- Comandaments territorials: amb 2 batallons de fusellers, un professional (inclou reclutes) i un de reservistes, i un batalló de sapadors reservistes, a excepció del comandament territorial de Viena que inclou, a més, un batalló de la Guàrdia, amb funcions cerimonials

La força aèria està formada per un comandament de vigilància aèria, on s'inclouen els avions de caça, un batalló de radars i un de defensa antiaèria; i pel comandament de suport aeri on s'inclouen totes les unitats d'helicòpters multi-rol i una ala de transport amb avions Hercules.
El comandament logístic inclou unitats de proveïments, mèdiques, de munició.
El comandament de defensa cibernètica inclou 2 centres, de dimensió batalló.
Arran de la reestructuració, es preveu un increment del nombre d'efectius de manera que fins a 2020 s'oferiran 9.800 llocs a les forces de defensa.
Així mateix, es preveu incrementar la milícia (reservistes a temps parcial) ―que ja va augmentar en 690 efectius de 2015 a 2016― dels 25.700 efectius actuals a 27.700 el 2018, 29.600 el 2022 i fins a 31.200 el 2026. Això es farà, per exemple, augmentant els incentius econòmics per participar en exercicis d'instrucció.
Es posa un èmfasi especial en el fet que els soldats austríacs són «ciutadans d'uniforme» i que la seva missió principal és vetllar pels drets democràtics dels seus conciutadants.

## Economia

Mapa polític

Àustria té una economia de mercat molt desenvolupada amb estàndards de vida elevats. És membre de la Unió Europea i de la zona euro. La seva economia està molt enllaçada amb la del seu veí, Alemanya, i està integrat per un sector dels serveis significatiu, un sector industrial fort, i un petit però altament desenvolupat sector agrícola.
Després de la Segona Guerra Mundial, el govern va nacionalitzar totes les indústries bàsiques, el 1946, per tal d'evitar que els soviètics les prenguessin en les reparacions després de la guerra, incloent-hi la indústria petroliera, el sistema bancari, i moltes indústries de manufactura. El govern ha privatitzat parcialment la majoria d'aquestes indústries des de finals de la dècada de 1980. Després de la fi de l'ocupació d'Àustria, el 1955, l'economia es va recuperar ràpidament convertint el país en un dels més desenvolupats d'Europa. Des del col·lapse del comunisme, Àustria s'ha convertit en un centre d'operacions de les companyies occidentals per a gestionar les seves operacions a Europa oriental. La recessió mundial del 2008 també va afectar Àustria, la qual també va entrar en recessió i possiblement continuï durant el 2009. El govern austríac ha planejat polítiques d'estabilització que causaran un dèficit del 0,6% del producte interior brut el 2008, 2,8% el 2009 i 3% el 2010. El producte interior brut (PIB) per capita d'Àustria el 2008 va ser estimat en US$39.200, un dels més elevats d'Europa.

## Cultura i lleure

### Música
El passat d'Àustria, com a potència europea, va propiciar un ambient cultural que va contribuir amplament en diverses formes d'art, entre les quals la més notable va ser la música. A Àustria van néixer compositors importants com ara Wolfgang Amadeus Mozart, Joseph Haydn, Franz Schubert, Anton Bruckner, Johann Strauss i Gustav Mahler, així com membres de la Segona Escola Vienesa, com ara Arnold Schönberg, Anton Webern i Alban Berg.
Viena ha estat especialment important com a centre d'innovació musical. Els compositors dels segles xviii i xix eren atrets a la ciutat gràcies al patronatge dels Habsburg, la qual cosa convertí la ciutat en la capital europea de la música clàssica, de manera que es coneix com a escola de Viena els músics més destacats del classicisme musical. Durant el període barroc, les formes folklòriques eslaves i hongareses van influir en la música austríaca.

### Literatura
A més de ser una terra d'artistes i científics, Àustria ha sigut sempre un país de poetes, escriptors i novel·listes. És la casa dels novel·listes Arthur Schnitzler, Stefan Zweig, Bertha von Suttner (primer Nobel de la Pau), Marie Ebner von Eschenbach, Oswald Von Wolkenstein, Thomas Bernhard, Franz Kafka, Robert Musil i dels poetes Georg Trakl, Franz Werfel, Franz Grillparzer, Rainer Maria Rilke, Adalbert Stifter, Karl Kraus, Franzobel, Peter Handke, Elfriede Jelinek, Heimito von Doderer, i d'altres.
La literatura del país és descrita a l'article sobre la literatura austríaca.

### Cuina
La cuina d'Àustria és derivada de la cuina de l'Imperi Austrohongarès. Està influïda per les gastronomies hongaresa, txeca, italiana i bavaresa, i és per tant una de les més multiculturals d'Europa.
Alguns plats típics austríacs són el Wiener Schnitzel, el Schweinsbraten, el Kaiserschmarrn, els Knödel, la Sachertorte i el Tafelspitz. També són populars els Kärntner Nudeln, un plat de pasta amb formatge fresc Pinzgauer i pebre, i els Eierschwammerl (rossinyols).
Els caramels PEZ foren inventats a Àustria, que és també famosa pels pastissos de poma, els Apfelstrudel.
Els vins Austríacs van tigrar en sortir de les fronteres del país, tot i que presenta una llarga història en l'elaboració de vins. Al segle XI s'estima que al voltant de 150.000 hectàrees de vinyes al país. Un dels vins tradicionals més destacats és l'Sturm, que té la seva denominació d'origen (DO).

### Ciència, filosofia i economia
Àustria fou el bressol de nombrosos científics amb fama internacional, la qual cosa ha fet que 20 austríacs hagin rebut el Premi Nobel en alguna de les branques científiques. Entre ells hi ha Ludwig Boltzmann, Ernst Mach, Victor Franz Hess i Christian Doppler, científics destacats del segle xix. Al segle xx les contribucions de Lise Meitner, Erwin Schrödinger, Wolfgang Pauli en investigació nuclear i en mecànica quàntica són fonamentals per a aquestes àrees de desenvolupament durant els anys 1920 i 1930.
A més d'aquests físics, Àustria fou el lloc de naixement de dos dels filòsofs més grans del segle xx: Ludwig Wittgenstein i Karl Popper, així com dels biòlegs Gregor Mendel i Konrad Lorenz, el matemàtic Kurt Gödel i els enginyers Ferdinand Porsche i Siegfried Marcus.
La concentració austríaca de la ciència ha estat sempre la medicina i la psicologia, a partir de l'època medieval amb Paracels. Eminents metges com Theodore Billroth, Clemens von Pirquet i Anton von Eiselsberg han contribuït en les fites del segle xix a l'escola de Medicina de Viena. Àustria fou també la llar del metge i neuròleg Sigmund Freud, dels psicòlegs Alfred Adler, Paul Watzlawick i Hans Asperger i del psiquiatre Viktor Frankl.
L'escola d'Economia d'Àustria, que destaca com una de les principals orientacions de la teoria econòmica, està relacionada amb els economistes Joseph Schumpeter, Eugen von Böhm-Bawerk, Ludwig von Mises i Friedrich Hayek (Premi Nobel d'Economia).

## Història
Habitada des de temps antics, el territori de l'Europa central que en l'actualitat és Àustria era ocupat des de temps preromans per diverses tribus celtes. El regne celta de Nòric fou després vindicat per l'Imperi Romà i convertit en província. Després de la caiguda de l'imperi, l'àrea fou envaïda pels bàvars, eslaus i els àvars. Carlemany conquerí l'àrea el 788, promogué la colonització i hi introduí el cristianisme. Com a part de Frància Oriental, les àrees centrals del territori actual d'Àustria foren heretats de la casa de Babenberg. Aquest territori fou conegut com la marca d'Àustria o les Marchia Orientalis i atorgat a Leopold I d'Àustria.

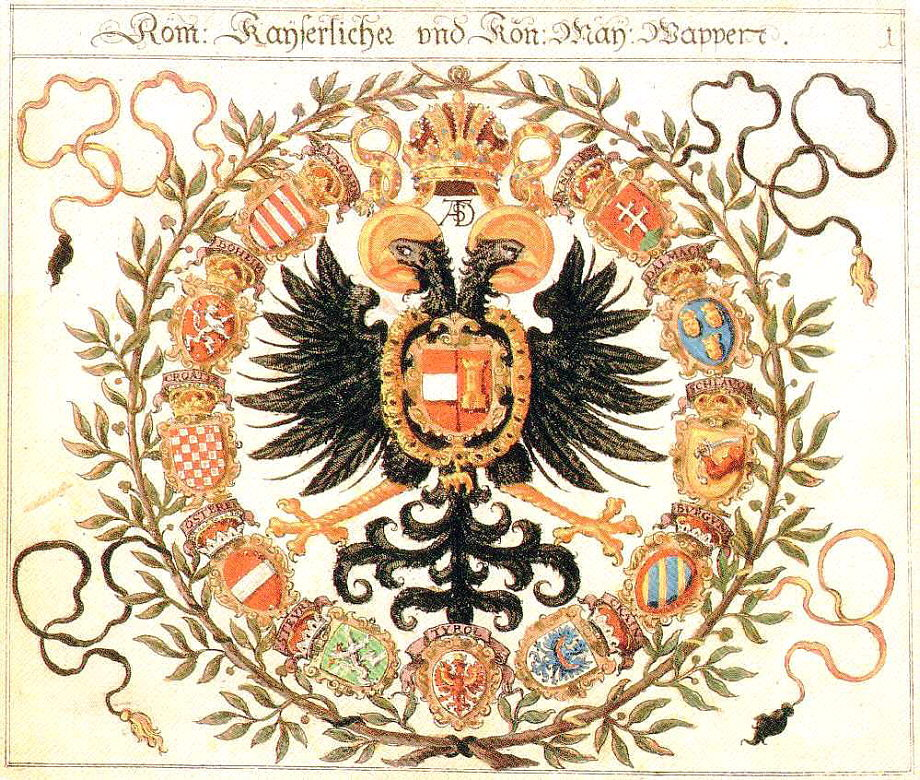
Escut d'armes de l'emperador d'Habsburg

El primer registre del nom d'Àustria data del 996, escrit com a Ostarrîchi i en referència a la marca de Babenberg. El 1156 el Privilegium Minus elevà Àustria a l'estatus de ducat. El 1192, la casa de Babenberg també adquirí el ducat d'Estíria. Amb la mort de Frederic I d'Àustria el 1246, la línia de la casa de Babenberg s'extingí. Com a resultat d'això, Otakar II de Bohèmia prengué el control efectiu dels ducats d'Àustria, Estíria i Caríntia. El seu regnat acabà amb la seva derrota a Dürnkrut a mans de Rodolf I d'Alemanya el 1278. A partir de llavors, i fins a la Primera Guerra mundial, la història d'Àustria fou dominada per la casa d'Habsburg.
Durant els segles XIV i XVI la dinastia dels Habsburg començà a acumular altres províncies del veïnat del ducat d'Àustria. El 1438, el duc Albert V d'Àustria fou escollit com el successor del seu sogre, l'emperador Segimon. Tot i que Albert només regnà per un any, des d'aleshores, cada emperador del Sacre Imperi Romanogermànic fou un Habsburg, amb una sola excepció.
La dinastia d'Habsburg també començà a heretar terres d'altres regions. El 1477, Maximilià I, fill únic de Frederic III, es casà amb l'hereva Maria de Borgonya, adquirí així la major part de les Disset Províncies (≈ els països de l'actual Benelux) per a la seva família. El seu fill Felip es casà amb l'hereva de Castella i Aragó, i així adquirí Espanya i les seves possessions a Europa. El 1526 després de la Batalla de Mohács, Bohèmia i la secció d'Hongria no ocupada pels otomans també passaren a casa dels Habsburg. L'expansió otomana a Hongria dugué a diversos conflictes entre els dos imperis, evidenciat en les Guerres Llargues de 1593 a 1606.
Durant el llarg regnat de l'emperador Leopold (1657 a 1705) i després de la defensa reeixida en el setge de Viena el 1683 (sota el comandament del rei Joan III Sobieski de Polònia), mitjançant una sèrie de campanyes militars Hongria tornà a control austríac amb la signatura del tractat de Carlowitz el 1699. L'emperador Carles VI renuncià a la majoria dels guanys de l'imperi dels anys anteriors, en part a causa de la por de l'extinció de la casa dels Habsgurg. Carles estava disposat a oferir avantatges concrets a canvi del reconeixement de la Sanció Pragmàtica que feu de la seva filla, Maria Teresa I d'Àustria, l'hereva. Àustria participà, amb Prússia i Rússia en la primera i la tercera partició de Polònia el 1772 i 1795.

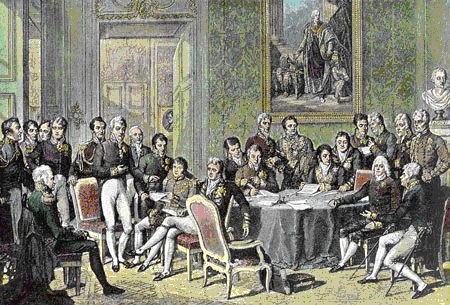
El congrés de Viena, per Jean-Baptiste Isabey, 1819

Àustria s'involucrà en una guerra amb la França revolucionària amb derrotes successives contra Napoleó, que dugueren a la fi de l'antic Sacre Imperi Romanogermànic el 1806. Dos anys després, el 1804, es fundà l'Imperi Austríac. El 1814, Àustria formà part de les forces aliades que envaïren França i que acabaren amb les guerres napoleòniques. Així doncs, emergí, del congrés de Viena el 1815, com una de les quatre potències més grans del continent. El mateix any, la Confederació Alemanya (Deutscher Bund) es fundà sota la presidència d'Àustria. Atesos els conflictes socials, polítics i nacionals irresolts, les terres alemanyes foren sacsejades per la Revolució de 1848, que volien crear una Alemanya unificada. Una Alemanya unificada podia haver estat possible com a Gran Alemanya o només com a Confederació Alemanya sense Àustria. Ja que Àustria no estava disposada a cedir els seus territoris de parla alemanya a allò que es convertiria en l'Imperi alemany de 1848, la corona de l'imperi fou oferta al rei prussià Frederic Guillem V. El 1864 Àustria i Prússia combateren juntes contra Dinamarca i assoliren alliberar els ducats independents de Schleswig i Holstein. Tot i així, ja que no pogueren posar-se d'acord quant a la solució de l'administració dels dos ducats, lluitaren en la Guerra austroprussiana de 1866. Derrotada per Prússia en la batalla de Königgrätz, Àustria hagué de deixar la Confederació Alemanya i no participà més en la política alemanya.
El compromís austrohongarès de 1867, l’Ausgleich creà una sobirania dual, l'Imperi Austríac i el Regne d'Hongria, sota Francesc Josep. El govern austrohongarès d'aquest imperi divers incloïa diversos grups eslaus, eslovacs, eslovens, serbis i croates, així com comunitats italianes i romaneses. Com a resultat, governar Àustria-Hongria es tornà cada vegada més difícil en una època en què emergien els moviments nacionalistes. Tot i així, el govern central provà de cedir en diversos aspectes; les minories podien escollir les escoles en llurs llengües pròpies, per exemple. L'assassinat de l'arxiduc Francesc Ferran d'Àustria a Sarajevo el 1914 per Gavrilo Princip (un membre d'un grup nacionalista serbi, la Mà Negra) fou la causa immediata de la Primera Guerra Mundial que dugué a la dissolució de l'Imperi austrohongarès, segons el tractat de Saint-Germain-en-Laye, i els territoris subordinats es convertiren en estats independents. Tanmateix, més de tres milions d'austríacs alemanys quedaren fora de la nova República Austríaca als nou estats de Txecoslovàquia, Iugoslàvia, Hongria, així com a Itàlia. Entre 1918 i 1919, Àustria era oficialment coneguda com la República de l'Àustria Alemanya (Republik Deutschösterreich). Els aliats de la Primera Guerra mundial prohibiren que Àustria s'unís a Alemanya, i també prohibiren aquest nom, el qual fou canviat a República d'Àustria. La monarquia es dissolgué el 1919 i s'establí una democràcia parlamentària segons la constitució del 10 de novembre de 1920.

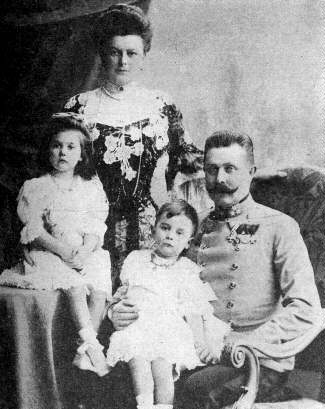
L'arxiduc Francesc Ferran

A la tardor de 1922, Àustria rebé un préstec internacional supervisada per la Lliga de Nacions. El propòsit del préstec era evitar la bancarrota, estabilitzar la moneda i millorar la condició econòmica general. Amb l'atorgament del préstec, Àustria passà al control de la Lliga de Nacions. La Primera República Austríaca que durà fins al 1933 quan el canceller Engelbert Dollfuss dissolgué el parlament i instaurà un règim autocràtic de caràcter feixista. Els dos grans partits aleshores, els socialdemòcrates i els conservadors, tenien exèrcits paramilitars, que s'enfrontaren entre si, i esclatà la Guerra Civil austríaca.
El febrer de 1934, diversos membres del Schutzbund foren executats, el Partit Socialdemòcrata fou il·legalitzat i molts dels seus membres foren empresonats o emigraren. En maig de 1934 els feixistes introduïren una nova constitució (Maiverfassung), la qual consolidà el poder de Dollfuss, però el 25 de juliol fou assassinat en un cop d'estat nazi. El seu successor, Kurt Schuschnigg, assajà de mantenir la independència d'Àustria, però el 12 de març de 1938, les tropes alemanyes ocuparen el país i feren un plebiscit que confirmà la unió amb Alemanya. Adolf Hitler, nadiu d'Àustria, proclamà l'annexió (Anschluss) d'Àustria, incorporant-la al Tercer Reich. Els nazis anomenaren Àustria Ostmark fins al 1942, quan es reanomenà Alpen-Donau-Reichsgaue. Viena caigué el 13 d'abril de 1945 durant l'ofensiva soviètica de Viena, just abans del col·lapse total del Tercer Reich. Karl Renner ràpidament establí un govern provisional a Viena amb l'aprovació tàcit de les forces soviètiques victorioses, i declarà la secessió austríaca del Tercer Reich.
Tal com Alemanya, Àustria també fou dividida en una zona britànica, francesa, soviètica i estatunidenca, governada per la Comissió Aliada per Àustria. El govern austríac fou reconegut i tolerat per les quatre potències. Àustria, en general, fou tractada com si hagués estat originàriament envaïda per Alemanya i alliberada pels aliats. El 15 de maig de 1955, Àustria tornà a guanyar la seva independència amb la signatura del tractat de l'Estat Austríac. El 26 d'octubre de 1955 Àustria fou declarada "permanentment neutral", declaració que perdura fins a l'actualitat.
El sistema polític de la Segona República es caracteritzà per un sistema de Proporz, la qual cosa volia dir que la majoria dels càrrecs d'importància política foren dividits entre els membres del socialdemòcrates i el Partit Popular.
El país fou admès a la Unió Europea el 1995 i mantingué la seva neutralitat constitucional, com altres estats membres, com ara Suècia. Els principals partits d'Àustria tenen posicions diverses quant a l'estatus futur de la neutralitat de l'exèrcit austríac, des de la posició neutral a l'entrada a l'OTAN. Ja que la neutralitat permanent forma part de la constitució austríaca, es necessita una majoria de dos terços al parlament per canviar-la.